# Dakonta (district)
Dakonta est l'un des districts de la sous-préfecture de Kolaboui, situé dans la préfecture de Boffa en république de Guinée.

## Géographie

### Démographie
- En 2014, le district comptait 4 046 habiants selon les RGPH 2014[1].